# Yokkaichi Dome
Yokkaichi Dome (jap. 四日市ドーム Yokkaichi Dōmu) – hala sportowa położona w Yokkaichi, w prefekturze Mie, w Japonii. Pojemność areny wynosi 4 704 osób. Cały obiekt zajmuje powierzchnię 9 707 m² (wymiary 124,45m na 78m).